# Lasius chambonensis
Lasius chambonensis är en myrart som beskrevs av Théobald 1935. Lasius chambonensis ingår i släktet Lasius och familjen myror. Inga underarter finns listade i Catalogue of Life.